# Wyższa Szkoła Sztuk Pięknych w Amsterdamie
Wyższa Szkoła Sztuk Pięknych w Amsterdamie (niderl. Amsterdamse Hogeschool voor de Kunsten, AHK) – wyższa szkoła artystyczna w Amsterdamie. 
Powstała z połączenia w 1987 roku: szkoły architektury Academie van Bouwkunst Amsterdam, szkoły teatralnej Academie voor Theater en Dans, Breitner Academie, konserwatorium muzycznego Conservatorium van Amsterdam, szkoły filmowej Nederlandse Filmacademie i Reinwardt Academie.
Oferuje studia na poziomie licencjackim i magisterskim z następujących przedmiotów: sztuka i projektowanie, muzyka, film, teatr, taniec, muzealnictwo, muzykologia, architektura i edukacja artystyczna.

## Academie van Bouwkunst Amsterdam
Początki akademii sięgają 1908 roku, kiedy Stowarzyszenie Architektów Amsterdamu „Architectura et Amicitia” zorganizowało pierwsze kursy. Uczelnia została założona w 1916 roku. Akademia oferuje studia z zakresu architektury, urbanistyki i architektury krajobrazu.

## Academie voor Theater en Dans
Akademia oferuje m.in. studia na kierunkach aktorskim, reżyserskim, scenograficznym, baletowym, choreograficznym i teatralnym.     

## Breitner Academie
Początki akademii sięgają 1881 roku, kiedy Rijksmuseum otworzyło szkołę rysunku „Rijks Normaalschool voor Teekenonderwijs”. Jest to najstarszy program studiów w zakresie edukacji wizualnej w Holandii. Akademia oferuje wielostopniowe studia z uzyskaniem kwalifikacji pedagogicznych do nauczania w szkołach średnich i wyższych.

## Conservatorium van Amsterdam
Założone w 1884 roku konserwatorium oferuje m.in. studia w zakresie muzyki klasycznej, jazzu i muzyki popularnej.